# Chicago (film din 2002)
Chicago este un film muzical din 2002, adaptat de la muzicalul satiric cu același nume, explorând tema celebrității, scandalului și a corupției din Jazz-ul din orașul Chicago.
Regizat și având coregrafia realizată de Rob Marshall și adaptat de scenaristul Bill Condon, Chicago a câștigat șase premii Oscar în 2003, inclusiv premiul pentru cel mai bun film. Filmul a fost primul muzical care a câștigat premiul pentru cel mai bun film de la Oliver! din 1969.
Acțiunea din Chicago se centrează în jurul lui Roxie Hart și Velma Kelly, două criminale pasionale care se aflau în închisoare așteptându-și procesele pentru crimă în orașul Chicago din anii 1920. Velma, actriță de vodevil, și Roxie, o soție casnică cu aspirații de a avea aceeași profesie, luptă pentru a câștiga faimă care să le ajute să iasă din închisoare. Rolurile principale din film sunt interpretate de Renée Zellweger, Richard Gere și Catherine Zeta-Jones, în rolurile secundare jucând Queen Latifah, John C. Reilly, Christine Baranski, Lucy Liu, Taye Diggs, Colm Feore și Mýa Harrison.

## Subiect
Acțiunea filmului are loc în Chicago, în jurul anului 1924. Naiva Roxie Hart (Renée Zellweger) merge într-un club de noapte, în care vedeta Velma Kelly (Catherine Zeta-Jones) interpretează ("All That Jazz"), cu Fred Casely (Dominic West), un amant de la care speră că o va introduce în lumea show-biz-ului. După spectacol, Velma este arestată pentru că și-a ucis soțul și sora, Veronica, după ce i-a găsit împreună în pat. Mai târziu, Fred îi dezvăluie lui Roxie că a mințit cu privire la legăturile sale cu scopul de a se culca cu ea, moment în care Roxie, într-un acces de furie, îl împușcă pe Fred de trei ori, omorându-l. Roxie își convinge soțul, Amos (John C. Reilly), să ia asupra lui vina, spunându-i că a fost un hoț și că se apărase de el. Când ofițerul spune că victima era Fred Casely, care le vânduse anterior mobila, Amos renunță la minciuni și spune polițiștilor că Casely era mort când el venise acasă ("Funny Honey"). Roxie este trimisă la închisoarea comitatului Cook.
La sosire, ea este trimisă în blocul ucigașelor care-și așteaptă procesul — sub purtarea de grijă a coruptei matroane "Mama" Morton (Queen Latifah), care ia mită și își aprovizionează deținutele cu țigări de contrabandă ("When You're Good to Mama"). Roxie o întâlnește pe Velma și află poveștile celorlalte femei din blocul ucigașelor  ("Cell Block Tango"). Roxie decide să-l angajeze pe avocatul Velmei, Billy Flynn (Richard Gere) ("All I Care About") și-și convinge soțul să vorbească cu el. Flynn și Roxie manipulează presa la o conferință de presă, reinventând identitatea lui Roxie pentru a face publicul din Chicago să o îndrăgească ("We Both Reached for the Gun"). Roxie devine nouă celebritate infamă a închisorii din comitatul Cook ("Roxie"), provocând dezgustul Velmei și deliciul Mamei. Velma, disperată să se întoarcă în lumina reflectoarelor, încearcă să vorbească cu Roxie și-i propune acesteia să joace împreună dzpă ce vor ieși din închisoare ("I Can't Do It Alone"). Dorind să se răzbune pentru faptul că Velma o batjocorise anterior, Roxie refuză cu trufie, iar între cele două apare o rivalitate, fiecare dorind să o eclipseze pe cealaltă. 
După ce o moștenitoare (Lucy Liu) este arestată pentru o triplă omucidere (ea își ucisese soțul și alte două femei aflate în pat cu el), Roxie se află ignorată de paparazzi și neglijată de Flynn. După ce Velma îi spune că numele ei nu mai este în ziare, Roxie reușește să intre din nou în lumina reflectoarelor după ce pretinde că este însărcinată, lucru care este confirmat de către un medic, pe care ea îl sedusese. În timp ce paparazzii o urmăresc pe Roxie, Amos rămâne ignorat ("Mister Cellophane"). Roxie este martoră la executarea prin spânzurare a unei alte deținute (care fusese acuzată pe nedrept), după ce a pierdut ultimul apel, ceea ce o determină pe Roxie să dorească să scape din închisoare. Roxie și Billy pun la punct un plan pentru a dovedi nevinovăția ei, folosindu-se de presă și de simpatia publicului. Procesul ei devine un spectacol mass-media ("Razzle Dazzle"), alimentat cu rapoartele senzaționaliste ale reporteriței de ziar și de radio, Mary Sunshine (Christine Baranski). Între timp, Mama îi dă Velmei jurnalul lui Roxie. În ședințele de tribunal din zilele următoare, Velma este chemată la bară de procurorul Harrison (Colm Feore), ca un martor surpriză. În timpul audierii, ea citește pagini din jurnalul lui Roxie în care aceasta precizează că a tras în mod deliberat în Fred Casely și ar face-o din nou. Confruntată acum cu o mărturie care o condamnă, Billy o interoghează pe Velma și o face să recunoască faptul că Harrison a primit mărturia ei în schimbul renunțării la toate acuzațiile împotriva ei. Billy sugerează apoi că Harrison a scrie el pagini false în jurnal pentru a o condamna pe Roxie. Juriul o găsește rapid pe Roxie nevinovată. Cu toate acestea, publicitatea lui Roxie este de scurtă durată: de îndată ce procesul se încheie, atenția publicului se concentrează rapid către o asasină nouă. Roxie îi dezvăluie lui Amos că a pretins că este însărcinată pentru faimă. Se presupune, dar nu se afirmă explicit, că Amos o părăsește la acest punct.
Neavând nimic de pierdut, Roxie încearcă să realizeze o carieră pe scenă, dar cu puțin succes ("Nowadays"). Cu toate acestea, ea este abordată în curând de Velma, care avea și ea ghinion în carieră și care îi propune să realizeze un spectacol în duo, cu Roxie. Roxie refuză la început, nereușind să treacă peste ura simțită în închisoare, dar cedează atunci când Velma subliniază faptul că "există doar o singură afacere în lume unde aceasta nu este deloc o problemă" - show-business-ul. Cele două ucigașe, ieșite de mult din închisoare, obțin în final un enorm succes de care se bucură o lungă perioadă ("Nowadays/Hot Honey Rag"). Filmul se încheie cu Roxie și Velma primind ovații la scenă deschisă de la un public entuziast, în care se află Mama și Billy.

## Distribuție
- Renée Zellweger - Roxanne "Roxie" Hart; o soție casnică care aspiră să devină actriță de vodevil.
- Catherine Zeta-Jones - Velma Kelly; cântăreață, arestată pentru uciderea soțului ei și a surorii sale.
- Richard Gere - Billy Flynn; un avocat trădător și care-și transformă clienții în celebrități pentru a câștiga sprijinul publicului.
- Queen Latifah - Matroana "Mama" Morton; matroana coruptă a închisorii din districtul Cook.
- John C. Reilly - Amos Hart; soțul naiv și slab la minte al lui Roxie, dar devotat acesteia.
- Christine Baranski - Mary Sunshine; o reporteriță care evidențiază numai lucrurile bune ale oamenilor (rol destinat inițial să fie jucat de un barbat în travesti).
- Taye Diggs - liderul formației muzicale; un maestru de ceremonii care prezintă fiecare cântec.
- Lucy Liu - Kitty Baxter; o moștenitoare milionară care și-a ucis soțul și cele două amante ale acestuia.
- Dominic West - Frederick "Fred" Casely; iubitul lui Roxie, pe care aceasta l-a ucis.
- Colm Feore - Harrison; avocatul acuzării din ambele procese ale lui Roxie și a Velmei.
- Jayne Eastwood - doamna Borusewicz; vecina soților Hart.
- Chita Rivera - Nicky
- Susan Misner, Denise Faye, Deidre Goodwin, Ekaterina Chtchelkanova și Mýa Harrison - ucigașele vesele (Liz, Annie, June, the Hunyak și Mona)
- Ken Ard - Wilbur; unul dintre soții uciși.

## Numere muzicale
1. "Overture/All That Jazz" – Velma, Company
2. "Funny Honey" – Roxie
3. "When You're Good to Mama" – Mama
4. "Cell Block Tango" – Velma, fetele din închisoare
5. "All I Care About" – Billy, fetele din cor
6. "We Both Reached For The Gun" – Billy, Roxie, Mary, reporterii
7. "Roxie" – Roxie, Chorus Boys
8. "I Can't Do It Alone" – Velma
9. "Mister Cellophane" – Amos
10. "Razzle Dazzle" – Billy, Company
11. "Class" – Velma și Mama (Acest cântec, interpretat de Queen Latifah și Catherine Zeta-Jones, a fost filmat, dar a fost tăiat apoi din film. Scena a fost ulterior inclusă pe DVD și la premiera filmului la televiziunea NBC în 2005, iar cântecul a fost inclus pe albumul filmului.)
12. "Nowadays" – Roxie
13. "Nowadays/Hot Honey Rag" – Roxie, Velma
14. "I Move On" – Roxie și Velma (pe genericul de final)
15. "All That Jazz (reprise)" - Velma, Company
16. "Exit Music" - instrumental

## Premii și nominalizări
| Categorie                                          | Nominalizat                                    | Rezultat       |
| Premiile Oscar                                     | Premiile Oscar                                 | Premiile Oscar |
| -------------------------------------------------- | ---------------------------------------------- | -------------- |
| Cel mai bun film                                   | Martin Richards                                | Câștigat       |
| Cea mai bună actriță                               | Renee Zellweger                                | Nominalizare   |
| Cel mai bun actor în rol secundar                  | John C. Reilly                                 | Nominalizare   |
| Cea mai bună actriță în rol secundar               | Catherine Zeta-Jones                           | Câștigat       |
| Cea mai bună actriță în rol secundar               | Queen Latifah                                  | Nominalizare   |
| Cel mai bun regizor                                | Rob Marshall                                   | Nominalizare   |
| Cel mai bun scenariu adaptat                       | Bill Condon                                    | Nominalizare   |
| Cea mai bună imagine                               | Dion Beebe                                     | Nominalizare   |
| Cele mai bune decoruri                             | John Myhre                                     | Câștigat       |
| Cele mai bune costume                              | Colleen Atwood                                 | Câștigat       |
| Cel mai bun montaj                                 | Martin Walsh                                   | Câștigat       |
| Cel mai bun mixaj sonor                            | Michael Minkler, Dominick Tavella și David Lee | Câștigat       |
| Cea mai bună melodie originală                     | John Kander (pentru "I Move On")               | Nominalizare   |
| Premiile BAFTA                                     |                                                |                |
| Cel mai bun film                                   |                                                | Nominalizare   |
| Cea mai bună actriță                               | Renee Zellweger                                | Nominalizare   |
| Cea mai bună actriță în rol secundar               | Catherine Zeta-Jones                           | Câștigat       |
| Cea mai bună actriță în rol secundar               | Queen Latifah                                  | Nominalizare   |
| Premiul David Lean Award pentru regie              | Rob Marshall                                   | Nominalizare   |
| Cea mai bună imagine                               | Dion Beebe                                     | Nominalizare   |
| Cea mai bună regie artistică                       | John Myhre                                     | Nominalizare   |
| Cele mai bune costume                              | Colleen Atwood                                 | Nominalizare   |
| Cel mai bun machiaj și coafură                     | Judi Cooper-Sealy                              | Nominalizare   |
| Cel mai bun montaj                                 | Martin Walsh                                   | Nominalizare   |
| Cel mai bun sunet                                  | Michael Minkler, David Lee și Dominick Tavella | Câștigat       |
| Premiul Anthony Asquith pentru muzică de film      | Danny Elfman                                   | Nominalizare   |
| Premiile Globul de Aur                             |                                                |                |
| Cel mai bun film (muzical/comedie)                 |                                                | Câștigat       |
| Cel mai bun actor (muzical/comedie)                | Richard Gere                                   | Câștigat       |
| Cea mai bună actriță (muzical/comedie)             | Renee Zellweger                                | Câștigat       |
| Cea mai bună actriță (muzical/comedie)             | Catherine Zeta-Jones                           | Nominalizare   |
| Cel mai bun actor în rol secundar (film)           | John C. Reilly                                 | Nominalizare   |
| Cea mai bună actriță în rol secundar (film)        | Queen Latifah                                  | Nominalizare   |
| Cel mai bun regizor                                | Rob Marshall                                   | Nominalizare   |
| Cel mai bun scenariu                               | Bill Condon                                    | Nominalizare   |
| Premiile Broadcast Film Critics Association        |                                                |                |
| Cea mai bună imagine                               |                                                | Câștigat       |
| Cea mai bună actriță în rol secundar               | Catherine Zeta-Jones                           | Câștigat       |
| Cea mai bună distribuție                           |                                                | Câștigat       |
| Premiul Chicago Film Critics Association           |                                                |                |
| Cea mai bună actriță                               | Renee Zellweger                                | Nominalizare   |
| Premiul Dallas-Fort Worth Film Critics Association |                                                |                |
| Cea mai bună imagine                               |                                                | Câștigat       |
| Premiile Directors Guild of America                |                                                |                |
| Regizare excepțională                              | Rob Marshall                                   | Câștigat       |
| Premiile Evening Standard British Film             |                                                |                |
| Cea mai bună actriță                               | Catherine Zeta-Jones                           | Câștigat       |
| Florida Film Critics Circle                        |                                                |                |
| Cea mea bună melodie                               | "Cell Block Tango"                             | Câștigat       |
| National Board of Review of Motion Pictures        |                                                |                |
| Cel mai bun debut regizoral                        | Rob Marshall                                   | Câștigat       |
| Premiile Online Film Critics Society               |                                                |                |
| Cea mai bună actriță în rol secundar               | Catherine Zeta-Jones                           | Nominalizare   |
| Cea mai bună distribuție                           |                                                | Nominalizare   |
| Cel mai bun regizor                                | Rob Marshall                                   | Nominalizare   |
| Cele mai bune costume                              | Colleen Atwood                                 | Nominalizare   |
| Cel mai bun montaj                                 | Martin Walsh                                   | Nominalizare   |
| Phoenix Film Critics Society                       |                                                |                |
| Cel mai bun film                                   |                                                | Nominalizare   |
| Cea mai bună actriță                               | Renee Zellweger                                | Nominalizare   |
| Cea mai bună actriță în rol secundar               | Catherine Zeta-Jones                           | Câștigat       |
| Cea mai bună distribuție                           |                                                | Nominalizare   |
| Cel mai bună regizor                               | Rob Marshall                                   | Nominalizare   |
| Cea mai bună imagine                               | Dion Beebe                                     | Nominalizare   |
| Cele mai bune costume                              | Colleen Atwood                                 | Câștigat       |
| Cel mai bun montaj                                 | Martin Walsh                                   | Câștigat       |
| Cel mai bun debutant                               | Rob Marshall                                   | Nominalizare   |
| Premiile Screen Actors Guild                       |                                                |                |
| Cea mai bună actriță                               | Renee Zellweger                                | Câștigat       |
| Cel mai bun actor                                  | Richard Gere                                   | Nominalizare   |
| Cea mai bună actriță în rol secundar               | Catherine Zeta-Jones                           | Câștigat       |
| Cea mai bună actriță în rol secundar               | Queen Latifah                                  | Nominalizare   |
| Cea mai bună distribuție                           |                                                | Câștigat       |
| Premiul Writers Guild of America                   |                                                |                |
| Cel mai bun scenariu adaptat                       | Bill Condon                                    | Nominalizare   |